# Tampilisan
Tampilisan es un municipio de Cuarta Clase de la provincia en Zamboanga del Norte, Filipinas. De acuerdo con el censo del 2000, tiene una población de 19.536 en 3.881 hogares. 

## Barangays
Tampilisan está políticamente subdividido en 20 barangays.
| - Balacbaan - Banbanan - Barili - Cabong - Camul - Farmington - Galingon - Lawaan - Lumbayao - Malila-t | - Molos - Nueva Dapitan - Población (Tampilisan) - Sandayong - Santo Niño - Situbo - Tilubog - Tininggaan - Tubod - Znac |